# Trochosa terricola
Trochosa terricola este o specie de păianjeni din genul Trochosa, familia Lycosidae, descrisă de Thorell, 1856. Conform Catalogue of Life specia Trochosa terricola nu are subspecii cunoscute.